# Burson (PR-Agentur)
Burson ist eine weltweit agierende Public-Relations-Agentur der WPP Group. Sie entstand im Frühjahr 2024 aus der Fusion der Agenturen Burson Cohn & Wolfe (BCW) und Hill & Knowlton (H&K), die beide zu WPP gehörten. Burson hat rund 6000 Mitarbeiter und ist in 42 Ländern aktiv. In Deutschland ist Burson an den sechs Standorten Berlin, Frankfurt am Main, Köln, Düsseldorf, Hamburg und München vertreten. In der Schweiz hat die Agentur Standorte in Zürich und Lausanne. 
Der Name der Agentur geht zurück auf Harold Burson, der 1953 gemeinsam mit Bill Marsteller die Agentur Burson-Marsteller gegründet hatte.

## Geschichte

### Burson-Marsteller (1953–2018)

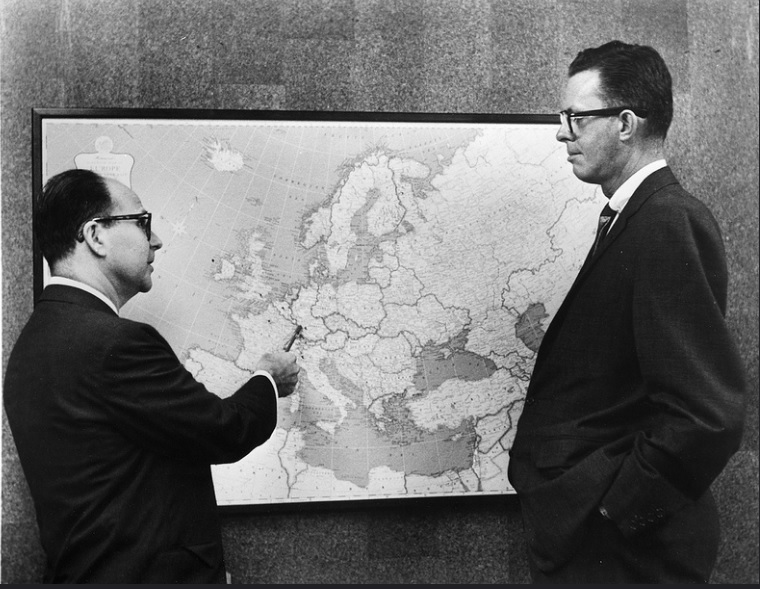
Die Gründer Harold Burson und Bill Marsteller

Die Vorgänger-Agentur Burson-Marsteller wurde 1953 von Harold Burson und Bill Marsteller in den USA gegründet und war in mehr als 50 Ländern tätig. Im Jahr 1979 wurde das Unternehmen von der Agentur Young & Rubicam übernommen, die wiederum im Oktober 2000 von der britischen WPP Group übernommen wurde.
In Genf (Schweiz) wurde 1961 die erste Übersee-Filiale eröffnet. 1973 folgten erste Büros in Asien, mit Niederlassungen in Hongkong, Singapur, Kuala Lumpur und Tokio. Nach dem Bhopalunglück im Jahr 1984, bei dem tausende Menschen ums Leben kamen und hunderttausende schwer verletzt wurden, unterstützte Burson-Marsteller die Öffentlichkeitsarbeit des Chemiekonzerns Union Carbide. 1990 unterstützte Burson-Marsteller eine weltweite Produktrückruf-Aktion des Mineralwasser-Herstellers Perrier. In den 90er Jahren beriet Burson-Marsteller McDonald’s nach dem Auftreten der ersten BSE-Fälle. 1997 erfolgte die Übernahme der schweizerischen Agentur Jäggi Communications.
Burson-Marsteller gewann im Jahr 2003 mehr als 125 Preise für seine Arbeit. Im Juni erhielt Burson-Marsteller 2003 den Best of Silver Anvil Award der PRSA (Public Relations Society of America) für eine Kampagne, die das Unternehmen im Auftrag von United States Postal Service konzipiert hatte. Das amerikanische Post-Unternehmen hatte nach den Anthrax-Anschlägen mit einem Vertrauensverlust der Kunden zu kämpfen, nachdem im September und Oktober 2001 insgesamt sieben Briefe mit Milzbranderregern unterschiedlicher Virulenz von unbekannten Tätern an Regierungsstellen und hohe Politiker verschickt wurden.
Das Unternehmen betreute unter anderem die Öffentlichkeitsarbeit von Cadbury plc, die nach Fällen von Salmonellen-Infektionen im Jahr 2006 ihre Kunden schnellstmöglich zurückgewinnen wollte. Im Mai 2017 wurde die türkische Administration um Recep Tayyip Erdoğan zum Klienten der Agentur.

### Cohn & Wolfe (1970–2018)
Die Vorgänger-Agentur Cohn & Wolfe wurde 1970 von Bob Cohn und Norman Wolfe in Atlanta, Georgia, USA, gegründet. 1984 übernahm Burson-Marsteller die Agentur, die als eigenständiges Tochterunternehmen weitergeführt wurde. Cohn & Wolfe war ebenfalls Teil der Übernahme von Burson Marsteller bzw. Young & Rubicam durch WPP im Jahr 2000. Im selben Jahr kaufte Cohn & Wolfe die französische Agentur Kendo mit Sitz in Paris. Im Jahr 2003 eröffnete Cohn & Wolfe ein Büro in Hamburg. 2008 übernahm Cohn & Wolfe die Agentur AxiCom und die GCI Group. 2015 erwarb Cohn & Wolfe die indische Agentur Six Degrees mit Büros unter anderem in Mumbai, Delhi und Bangaluru.
Im Jahr vor der Fusion mit Burson Marsteller verfügte Cohn & Wolfe über Niederlassungen in Asien, EMEA, Süd- und Nordamerika.

### Hill & Knowlton (1927–2024)

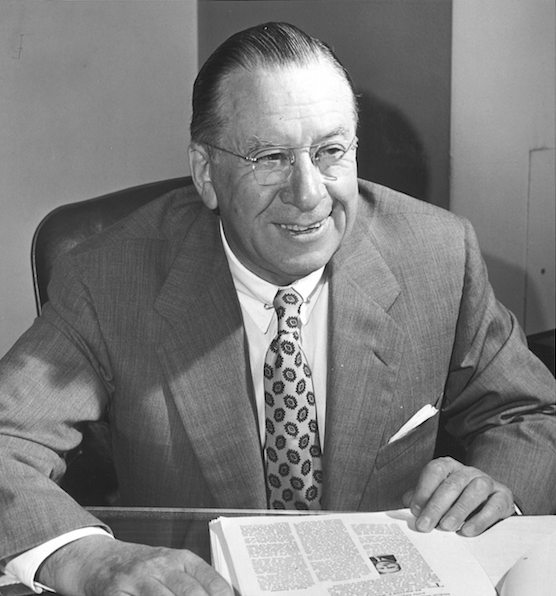
John W. Hill

Hill+Knowlton Strategies wurde 1927 in Cleveland (Ohio) von John W. Hill gegründet. Das Unternehmen unterhielt 88 Büros in 49 Ländern. Die deutsche Niederlassung von H&K bestand seit 1963. Unternehmenssitz der Hill & Knowlton Communications GmbH ist Berlin-Charlottenburg. Weitere Büros existierten in Düsseldorf und Frankfurt am Main.
Seit dem Votum des Vereinigten Königreiches, die Europäische Union zu verlassen, unterhielt die Agentur auch ein internationales Brexit Advice Team in Berlin, Brüssel, London und Wien.

### BCW (2018–2024)
Im Februar 2018 hatte WPP die Zusammenlegung von Burson-Marsteller mit Cohn & Wolfe bekanntgegeben. Mit weltweit rund 4.000 Mitarbeitern und Büros in 42 Ländern war BCW die weltweit drittgrößte PR-Agentur.
BCW ist Teil der BCW Group, zu deren Marken gehören: AxiCom, BWR, Direct Impact, GCI Health, HZ, PSB, Prime Policy Group und Goodfuse.
Donna Imperato wurde 2018 Chief Executive Officer (CEO) von BCW. Zuvor war sie CEO bei Cohn & Wolfe.
Die Agentur verfügte in der DACH-Region über mehrere Standorte. In Deutschland war BCW in Berlin, Frankfurt am Main, Hamburg und München präsent, in der Schweiz in Bern, Zürich und Lausanne (BCW Sport). Vom ersten Standort in der Schweiz, Genf, hat sich BCW 2018 zurückgezogen.

### Burson (seit 2024)
Im Januar 2024 wurde die Fusion der Agenturen BCW und Hill & Knowlton innerhalb der WPP-Gruppe bekannt gegeben. Die Fusion wurde bis Juni 2024 vollzogen. Erster Globaler CEO wurde Cory duBrowa.

## Profil
Im Jahr 2019 beschäftigte das Unternehmen mehr als 4.000 Mitarbeiter in 42 Ländern.  BCW ist nach geografischen Regionen gegliedert: Nordamerika, Lateinamerika, Europa und Afrika, der Nahe Osten und der asiatisch-pazifische Raum. Jede Region wird von einem regionalen Präsidenten geleitet, der direkt an die globale CEO berichtet. Zu den weiteren namhaften Mitarbeitern der Gruppe gehören Karen Hughes, ehemalige Beraterin von US-Präsident George W. Bush, und Tom Reed, ehemaliger Kongressabgeordneter aus Corning, New York.

### Burson in Deutschland und der Schweiz
Burson ist in der DACH-Region mit sechs Standorten in Deutschland und zwei Standorten in der Schweiz vertreten. Das Unternehmen beschäftigte im Jahr 2018 rund 170 Mitarbeiter in Deutschland. BCW berät Kunden in Deutschland unter anderem in den Bereichen Public Relations, Krisenmanagement und Public Affairs. In der Schweiz ist das Unternehmen zudem im Bereich der Organisation und Ausrichtung von Sportveranstaltungen tätig. BCW Deutschland engagiert sich ehrenamtlich unter anderem bei der Organisation „Netzwerk Chancen“, die sich für Chancengleichheit von Kindern aus finanzschwachen und nichtakademischen Familien einsetzt.

## Kritik und Kontroversen
Burson-Marsteller wurde u. a. dafür kritisiert, dass es die Öffentlichkeitsarbeit verschiedener Regimes und Diktaturen betreute, so zum Beispiel die argentinische Militärjunta oder das Regime des rumänischen Diktators Nicolae Ceaușescu. Laut Nina Katzemich von Lobbycontrol würde das Unternehmen vor nichts zurückschrecken. B-M erhalte auch durch die Zusammenarbeit mit EU-Regierungen „zahlreiche neue privilegierte Zugänge“, die sich „bei weiteren Aufträgen von Kunden aus der Privatwirtschaft zu Geld“ machen lassen würden. So habe sich die Agentur beispielsweise während der polnischen EU-Ratspräsidentschaft als Berater der polnischen Regierung dafür eingesetzt, Fracking nicht EU-weit zu regulieren, sondern zu fördern. Gleichzeitig war der Ölkonzern ExxonMobil Kunde von B-M, welcher in Polen Fracking betreibt. Auf Medienanfragen, welche Tätigkeiten B-M für die türkische Regierung erbrachte (diese war seit Mai 2017 Kunde von B-M), ging die Agentur nicht ein.
Burson-Marsteller stand außerdem schon oft im Visier von Umweltschützern, die dem Unternehmen vorwarfen, im Auftrag von Großunternehmen Propaganda für umweltzerstörerische und gesundheitsschädliche Projekte und Techniken zu betreiben. So half B-M bei der Gründung der Global Climate Coalition, einem Interessenverband, dessen Ziel es war, staatliche Maßnahmen zur Senkung der Emission von Kohlendioxid zu verhindern.
Burson-Marsteller geriet auch in die Kritik durch den Einsatz des sogenannten Astroturfing, bei dem der Eindruck einer spontanen Graswurzelbewegung vorgetäuscht wird. So heuerte Burson-Marsteller 1999 eine Gruppe von Demonstranten an, die im Auftrag des Biotech-Unternehmens Monsanto für den Einsatz von Genmanipulation protestieren sollten. Der Vorfall wurde nach einem Bericht der New York Times bekannt, die einige der Demonstranten interviewt hatte.
Im Mai 2011 wurde bekannt, dass Burson-Marsteller USA einen verdeckten Auftrag von Facebook für eine Kampagne gegen Google mit Hilfe scheinbar neutraler Presseberichte angenommen hatte. So wurde etwa ein bekannter US-amerikanischer Aktivist für Privatsphäre von Burson-Marsteller anonym angeschrieben und gebeten, einen Google-kritischen Gastkommentar in verschiedenen großen Zeitungen zu schreiben.
Auch wurde Burson-Marsteller von der Fraport AG, Lufthansa AG sowie Condor Flugdienst beauftragt, eine Gegeninitiative zu den Fluglärmprotesten am Frankfurter Flughafen zu starten. Die sollte in Form einer Gegendemonstration unter dem Motto Ja zu FRA! erfolgen.
2015 geriet Burson-Marsteller in der Schweiz wegen seiner Lobbying-Tätigkeiten für die kasachische Partei Ak Shol in die Kritik. Gestützt auf von Unbekannten im Internet publizierten E-Mails zeigte die Neue Zürcher Zeitung auf, dass Burson-Marsteller für das Organisieren eines parlamentarischen Vorstosses von FDP-Nationalrätin Christa Markwalder über 7000 Franken verlangt hatte. Auf Wunsch der kasachischen Auftraggeber entfernte Burson-Marsteller das Wort Menschenrechte aus dem Entwurf für den Vorstoss. Umstritten ist, wie umfassend die Politikerin über das Vorgehen von Burson-Marsteller informiert worden war.